# Flagellantismus

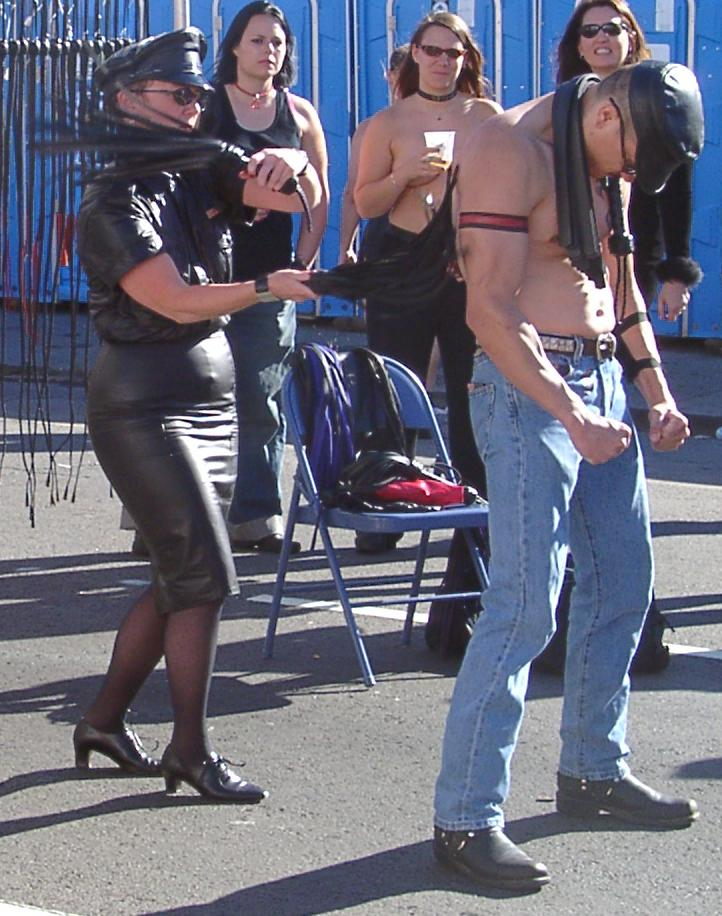
Flagellations-Demonstration auf der Folsom Street Fair 2004 (Flogging).

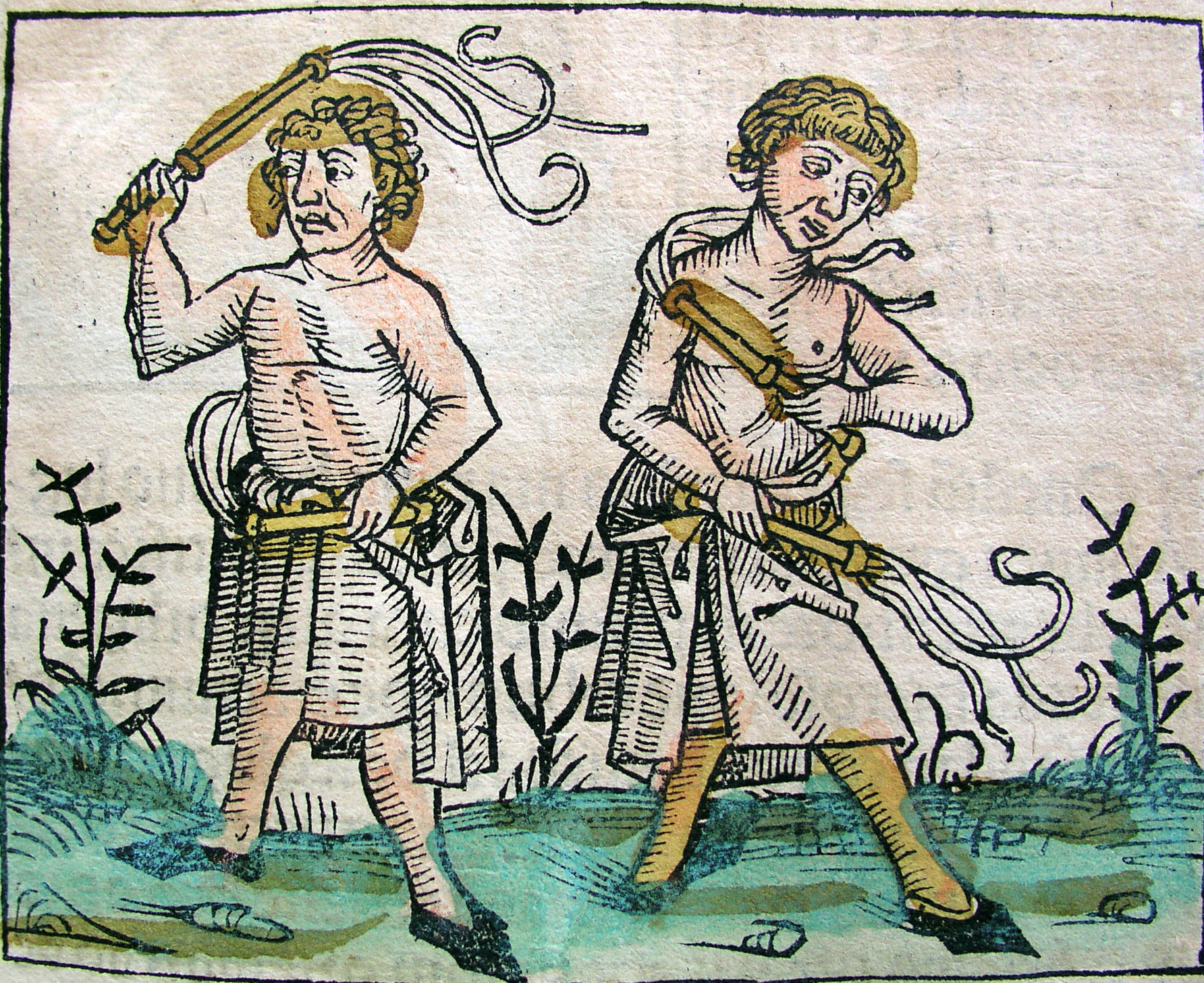
Religiös motivierte Flagellanten in der Chronik von Hartmann Schedel (1440–1514)

Der Flagellantismus (vom lateinischen flagellum: Peitsche, Dreschflegel, Geißel) bezeichnet eine sexuelle Vorliebe dafür, sich entweder selbst zu schlagen oder von einem Partner schlagen zu lassen. Beim Flagellantismus spielt das Phänomen des Lustschmerzes eine wichtige Rolle.

## Begriff
Die Geißelung wird auch Flagellation und die Anhänger dieser Sexualpraktik werden Flagellanten genannt. Hier besteht jedoch eine Verwechslungsmöglichkeit mit der ebenfalls Flagellanten genannten christlichen Laienbewegung („Die Geißler“).
Der Flagellantismus ist eine Untergruppe des „Sadomasochismus“ genannten Teilbereichs des BDSM. Nach veraltetem Verständnis sind passive Flagellanten Masochisten. Heute bezeichnet „Masochismus“ jedoch eine medizinische Diagnose, unter die die meisten Mitglieder der BDSM-Subkultur nicht fallen. Die allgemeine und neutrale Bezeichnung für passive Flagellanten, also diejenige Person die „unten“ ist, lautet „Bottom“ oder „Sub“.
Der Flagellantismus ist mit dem Spanking und Domestic Discipline verwandt, aber nicht identisch. Unter diese Begriffe fallen speziell solche Praktiken, bei denen meist ausschließlich auf das Gesäß geschlagen wird. Sie können mit Erziehungsspielen, Rollenspielen, Ageplay oder ernsthafter Ehegestaltung (Domestic Discipline) verbunden sein.
Im Gegensatz dazu begrenzen Flagellanten die Züchtigungen nicht auf das Gesäß, sondern beziehen auch andere Körperteile wie z. B. Rücken, die Schenkel oder die Fußsohlen mit ein. Während beim Spanking eine Vielzahl von Züchtigungsgeräten verwendet wird (z. B. Rohrstöcke, Paddles oder auch nur die flache Hand), bevorzugen Flagellanten meist Peitschen, Gerten oder Rohrstöcke – Paddles eignen sich nur für das Gesäß und die flache Hand gilt als nicht schmerzhaft genug. Rollen- und Erziehungsspiele sind beim Flagellantismus eher selten, meist steht der Schmerz und dessen Umwandlung und Wahrnehmung als Lustschmerz im Vordergrund.

## Flagellantismus in der Literatur
Therese philosophe ist das erste bekannte Werk, das Flagellationen zum Gegenstand der Literatur machte. Dem folgte Marquis de Sade mit mehreren Werken, in denen er die Flagellation thematisierte. Im 19. und frühen 20. Jahrhundert wurden bestimmte sexuelle Vorlieben bestimmten Völkern zugeordnet. Für die Flagellation war dies vor allem England, so dass in der flagellantischen Literatur die Hauptakteure vor allem Engländer sind. Die meisten Bücher zu diesem Thema erschienen auch tatsächlich in England als Manifeste des Erziehungsflagellantismus.
Soziologisch sind Parallelen zu den Bestrafungspraktiken in den britischen Kolonien zur Hochzeit des Kolonialismus zu ziehen, zumal die flagellantische Literatur in ihrem „Mutterland“ England in allen Bevölkerungsschichten außerordentlich populär und auch im Stil der „Heftchenliteratur“ in hohen Auflagen am Markt war. Johann Heinrich Meibom veröffentlichte eine medizinische Würdigung der Flagellation, der er ein Supplement hinzufügte, das sich ausschließlich mit der englischen Flagellanten-Literatur befasst. Henry Spencer Ashbee gab 1877 unter dem Pseudonym Pisanus Fraxi den Index Librorum Prohibitorum: being Notes Bio-Biblio-Icono-graphical and Critical, on Curious and Uncommon Books heraus, in dem er eine ausführliche Bibliographie pornographischer Texte mit Inhaltsangaben erstellte, aus der die große Rolle flagellantischer Literatur hervorgeht.
Der berühmteste Autor flagellantischer Literatur ist Algernon Swinburne. Er schöpfte seine Phantasien aus den Erlebnissen, die er 1849 als Zwölfjähriger in Eton hatte, wo harte Züchtigungen (birchings) auf dem noch heute erhaltenen Flogging-Block zum Schulalltag gehörten. Ein Großteil seines literarischen Schaffens und seiner Faszination für das Thema kreist um dieses Gerät und die Züchtigungen, die er dort selbst erfuhr oder als Zeuge miterlebte, wenn andere Schüler mit der Rute auf das entblößte Gesäß gezüchtigt wurden. Unter anderem in der Novelle Lesbia Brandon (postum 1952) verlegt er seine Züchtigungsphantasien teilweise aber auch in den häuslichen Bereich. Auch James Joyce widmete einige Texte der Flagellation.
Zu den populärsten flagellantischen Werken zählen ferner Die Memoiren einer russischen Tänzerin (Originaltitel: Mémoires d’une danseuse russe, 1898). Das Werk wurde im Bilderlexikon der Erotik als „Vademecum“ des Flagellantismus bezeichnet. Bis heute wurden die Memoiren immer wieder neu aufgelegt.